# Verb-framed Language
Die Begriffe verb-framed languages (englisch; etwa: „verbal gefasste Sprachen“) und sein Gegenteil satellite-framed languages dienen in der Linguistik dazu, zwei grammatische Typen von Sprachen zu unterscheiden. Es geht hierbei um Unterschiede in der Art, wie Informationen auf Wortbedeutungen bzw. Satzteile verteilt werden, nämlich welche Arten von Informationen im Verb ausgedrückt werden und welche stattdessen in Ergänzungen bzw. „Satelliten“ des Verbs.
Die Unterscheidung geht im Wesentlichen auf sprachvergleichende Studien des US-amerikanischen Linguisten Leonard Talmy über den Ausdruck von Bewegungsereignissen zurück, die er in den 1970er und 80er Jahren im Rahmen seiner Arbeit an einer kognitiven Semantik entwickelte; wichtige Beiträge lieferte neben anderen auch Dan Slobin.

## Grundlagen
In der Beschreibung von Bewegungsereignissen lassen sich die Komponenten des „Pfades“ (engl. path) von solchen der „Art und Weise“ trennen. Die Pfad-Komponente bezeichnet Richtung und Lokalisierung der Bewegung, die Art-und-Weise-Komponente z. B. die Fortbewegungsmethode, Bewegungsform, Kraftaufwand etc.
Bei der Untersuchung von Bewegungsverben setzte Talmy zwei verschiedene Arten von Sprachen oder Konstruktionen an: In den Konstruktionen der verb-framed-languages werden Informationen über Pfadeigenschaften im Verb selbst ausgedrückt, genauer gesagt bereits in der Verbwurzel. Beispielsweise benutzt das Spanische viele allgemeine Richtungsverben wie salir (sich hinausbewegen), entrar (sich hineinbewegen), pasar (sich vorbeibewegen). Dort wo Sprecher es für nötig halten, können über Adverbiale zusätzlich Informationen über die Bewegungsweise hinzugefügt werden.
Anders in den Konstruktionen der satellite-framed-languages: Hier werden bevorzugt Verben bzw. Verbwurzeln verwendet, die Informationen über die Bewegungsweise enthalten, hingegen erfolgt die Beschreibung des Pfads außerhalb davon, durch einen Satelliten wie, z. B. durch Präpositionalphrasen (z. B. aus dem Haus), oder Adverbien (z. B. im Deutschen heraus, vorbei). Als Satelliten zählen jedoch auch schon Verb-Präfixe und -Partikeln (wie ein-, über- etc.), die sich mit einem Art und Weise bezeichnenden Verbstamm verbinden (z. B. in ein-treten).
Zu den im Wesentlichen satellite-framed-languages, gehören also die deutsche, die englische und die lateinische Sprache. Zu den verb-framed-languages, die spanische- und französische Sprache und die gesamten romanischen Sprachen.
Ein solcher satelliten-basierter Satz wäre z. B.
- im Englischen „into“ : „He ran into the house.“,

ein Beispiel für das Gegenstück eines verbal verfassten Satzes wäre
- im Französischen „Il est entré dans la maison en courant“. (in wörtlicher englischer Übersetzung: He entered into the house running.) Hierbei beschreibt und betont der Zusatz „en courant“ die Weise der Bewegung in diesem Fall „rennend“, dies ist aber nicht obligatorisch.

oder ein Vergleich zwischen dem Deutschen und Spanischen:
„Die Frau rennt  ins Zimmer.“
Die Frau (figure)
rennt (motion, manner)
ins (path)
Zimmer (ground)
„La mujer entra  en la habitación corriendo.“
La mujer (figure)
entra (motion, path)
en la habitación (ground)
corriendo (manner)
Wörtliche deutsche Übertragung: „Die Frau sich-hinein-bewegen in das Zimmer renn-Gerundio“
In der spanischen Sprache, als eine typische verb-framed-language, vereint sich die Bewegung, motion und der Weg, path in einem Verb. Die Art und Weise, manner hingegen erscheint weder im Verb, noch im Satelliten, sondern in Form der Konstituente des spanischen Gerundio.
Für Talmy (2000) lassen sich zur Beschreibung der Grundkonzepte von Fortbewegungsszenen folgende sechs zentrale Aspekten oder Begriffe verwenden:
- Figure oder entsprechend dem Subjekt der klassischen Grammatik,[3] das sich bewegende Objekt;
- Ground oder das Referenzobjekt, reference object, der Hintergrund, vor dem eine Bewegung stattfindet;
- Motion oder das Bewegungsereignis, die Tatsache der Bewegung;
- Path oder „Weg“ dem im Laufe der Bewegung gefolgt wird, die Richtung oder der Weg, den die Figur hinsichtlich eines Hintergrundes nimmt;
- Manner oder Art und Weise,[4] die Art und Weise der Bewegung;
- Cause oder Ursache, die Ursache oder der Verursacher der Bewegung.

Die Begriffe für figure und ground hat Talmy von der Gestaltpsychologie übernommen, Figur-Grund-Wahrnehmung. Die Dichotomie von Figur und Hintergrund stellt für Talmy ein wichtiges syntaktisches Ordnungsprinzip dar. So wäre mit dem Begriff figure ist jene Entität beschrieben, die sich letztlich bewegt und sie bewegt sich hierbei relativ zum ground. Mit path wird von Leonard Talmy der Bewegungsweg bezeichnet, den die Figur zurücklegt. Manner ist die Art und Weise dieser Bewegung.
| Verb-framed languages                 | Verb-framed languages          | Satellite-framed languages        | Satellite-framed languages         |
| Französische Sprache                  | Spanische Sprache              | Deutsche Sprache                  | Englische Sprache                  |
| ------------------------------------- | ------------------------------ | --------------------------------- | ---------------------------------- |
| Il entra en courant.                  | Entró corriendo.               | Er lief hinein.                   | He ran in.                         |
| Elle traversa la rivière à la nage.   | Atravesó el río a nado.        | Sie durchschwamm den Fluss.       | She swam across the river.         |
| Descendez du train sur la gauche.     | Bajen del tren a la izquierda. | Steigen Sie links aus dem Zug.    | Step out of the train to the left. |
| Il ouvrit la porte d'un coup de pied. | Abrió la puerta de una patada. | Er stieß die Tür mit dem Fuß auf. | He kicked the door open.           |
| J'allume la lumière.                  | Prendo la luz.                 | Ich mache das Licht an.           | I turn the light on.               |
| J'éteins la lumière.                  | Apago la luz.                  | Ich mache das Licht aus.          | I turn the light off.              |

## Einteilung der verschiedenen Sprachen (Auswahl)
Dan Slobin (2004) listet die satellite- und verb-framed languages wie folgt auf:
- Satellite-framed languages:
  - Germanische Sprachen: Dänisch, Niederländisch, Englisch, Deutsch, Isländisch, Schwedisch, Jiddisch
  - Slawische Sprachen: Tschechisch, Polnisch, Russisch, Serbo-Kroatisch, Ukrainisch
  - Finno-ugrische Sprachen: Finnisch, Ungarisch
  - Chinesische Sprachen: Mandarin
  - Australische Sprachen: Warlpiri
- Verb-framed languages:
  - Romanische Sprachen: Katalanisch, Französisch, Galicisch, Italienisch, Portugiesisch, Spanisch
  - Semitische Sprachen: Arabisch, Hebräisch
  - Turksprachen: Türkisch
  - Baskisch
  - Japanisch
  - Koreanisch